# 제네바 아카데미
제네바 아카데미 (Geneva Academy)는 미국 델라웨어주  링컨시에 위치한 사립 기독교 학교이다. 이 학교는 2007년 홈 스쿨 학부모 그룹이 도르시 L 세이어의 "잃어버린 학습도구"와 Douglas Wilson의 저서, "잃어버린 학습도구의 발견" 및 "고전적인 기독교 교육 사례"에서 영감을 얻었다. . 제네바 아카데미는 삼학(Trivium) 이라고하는 전통적인 교육 패턴을 따른다. 이 패턴은 문법, 논리 (변증법 ) 및 수사법의 세 가지 연속 단계로 구성된다. 제네바 아카데미는 고전 및 기독교 학교 협회의 회원이다.